# Francesco Fonti
Francesco Fonti (Bovalino, 22 febbraio 1948 – 5 dicembre 2012) è stato un mafioso e collaboratore di giustizia italiano della 'ndrangheta.

## Biografia
Affiliato ai Romeo e in contatto con i Nirta di San Luca e i Musitano di Platì, ha iniziato come corriere della droga, tra Lombardia e Emilia-Romagna.
Raggiunge prima la dote di sgarrista e poi di Vangelista.
Fu condannato a 50 anni di carcere. Nel 1994 diventa un collaboratore di giustizia. Nel 2003 consegna al Procuratore Nazionale Antimafia Enzo Macrì un memoriale di 49 pagine.

## Le attività criminali

### Traffico di rifiuti in Italia
Esce alla ribalta nel 2005 con un'inchiesta de L'Espresso a cui lascia un suo memoriale e la prima notizia di "Navi a perdere" legate allo smaltimento di rifiuti tossici.
Una seconda volta nel settembre 2009 dopo che la procura di Paola si ostina nella ricerca del Cunsky, una nave affondata nel mare di Cetraro in Calabria con la collaborazione di Franco Muto, capo dell'omonima cosca.
Fonti racconta dettagliatamente l'avvenimento, che i fusti provenivano dalla Norvegia, la dinamite per far saltare le navi dai Paesi Bassi, e i motoscafi il boss Franco Muto. Gli accordi erano stati presi tra i Nirta e i Musitano.
Il pentito afferma di aver affondato 3 navi: Yvonne A, la Cunski e la Voriais Sporadais d'accordo con Paolo De Stefano e Giuseppe Giorgi di San Luca.
La prima fu fatta naufragare a Maratea, la seconda, come detto, a Cetraro in acque internazionali e la terza a Melito Porto Salvo.
Fonti parla anche al riguardo della cosca Iamonte di Melito Porto Salvo partecipò all'affare dei rifiuti, affondando la nave Rigel in collaborazione con l'imprenditore Giorgio Comerio.
Racconta poi, di contatti con i servizi segreti, quando negli affari erano coinvolti i De Stefano che in contatto col suo capobastone Romeo gli veniva ordinato di andare a Roma per incontrare un certo Pino dei servizi segreti italiani, con il quale si discuteva sulla possibilità di smaltire le scorie. Ogni volta l'affare rendeva da un minimo di 4 miliardi di lire a un massimo di 30, soldi che venivano ritirate dal Fonti stesso con auto del Sismi. Secondo le dichiarazioni di Fonti, inoltre, lo stesso Pino gli avrebbe riferito «di averla fatta pagare personalmente a» colui «che aveva coperto tante cose» per «quel dramma di Livorno»: vicenda che Fonti associò al disastro del Moby Prince. Resta tuttavia ignota l'identità di tale Pino: a questo proposito, il direttore dell'AISI (ex SISDE), Giorgio Piccirillo, audito nel luglio 2011 dalla Commissione di inchiesta sulle attività illecite connesse al ciclo dei rifiuti e su illeciti ambientali ad esse correlati, ha evidenziato come non vi sia alcun riscontro, all'interno del SISDE e dell'AISI, di un funzionario con tale nominativo.
Fonti nomina anche il politico della Democrazia Cristiana Riccardo Misasi, il quale avrebbe detto se le scorie si sarebbero dovuto buttare in territorio italiano o straniero.
Dopo questi eventi è stato reintegrato nel Programma protezione testimoni.
Franco Muto dopo queste vicende decide di querelare il collaboratore di giustizia respingendo le accuse di collaborazione per l'affondamento delle navi e anche di conoscere il pentito.
Da diversi resoconti risulta che Fonti abbia indicato Giorgio Comerio come persona implicata in traffici illeciti. Il nome di Comerio appare inoltre in alcuni titoli dei tanti documenti coperti dal segreto di stato, poi declassificati, inerenti ai traffici di rifiuti.
Tuttavia, dopo tre anni di indagini, controlli e quant'altro, a carico di Giorgio Comerio nessuna delle autorità inquirenti ha riscontrato un qualsiasi suo comportamento penalmente rilevante.
Il 6 novembre 2009 la Commissione parlamentare d'inchiesta sugli illeciti connessi al ciclo dei rifiuti interroga nuovamente Fonti riconfermando le sue precedenti confessioni e aggiungendo nuovi particolari.
L'11 marzo 2010 viene trovata nel Golfo di Lamezia una nuova nave affondata, di cui però bisogna accernarne il contenuto.

### Traffico di rifiuti all'estero
Fonti afferma con certezza di almeno 30 navi affondate nel resto del Mediterraneo da altre cosche, e di traffici di questo tipo che arrivavano fino in Somalia, Kenya e nell'ex Zaire.
Fonti afferma di aver avuto rapporti con Ibno Hartomo, dei servizi segreti dell'Indonesia per smaltire rifiuti tossici di alluminio prodotti dalle imprese di Oleg Kovalyov.
A Kiev, in Ucraina venivano caricate le navi che passavano per il Gibuti ed erano destinati per i porti o di Mogadiscio o di Bosaso. Il materiale o veniva fatto affondare in mare o sotterrato nell'entroterra. In particolare, in Somalia sono stati rinvenuti numerosi container contenenti materiali tossici presso il porto di El Ma'aan, a 30 km a nord di Mogadiscio.

## Le dichiarazioni sul caso Moro
Il 15 ottobre 1993 Saverio Morabito, un collaboratore di giustizia della 'Ndrangheta, ha dichiarato che in via Fani sarebbe stato presente anche Antonio Nirta, appartenente alla mafia calabrese e infiltrato nel gruppo brigatista. Secondo Morabito, inoltre, Nirta sarebbe stato anche un confidente dei Carabinieri in contatto con il capitano Francesco Delfino; egli avrebbe acquisito queste informazioni nel 1987 e nel 1990 da due malavitosi, Paolo Sergi e Domenico Papalia. Sia Delfino sia Nirta hanno poi smentito queste affermazioni; inoltre le presunte rivelazioni del Morabito non sono supportate da altre fonti e sono state ritenute dalla Commissione Stragi «non ancora supportate da adeguati riscontri».
In una intervista a L'Espresso Fonti racconta di quando nel 1978 il suo capo Sebastiano Romeo gli ordinò di trovare dove avessero nascosto Aldo Moro o dove si trovassero i loro carcerieri in virtù dei suoi contatti di Roma, come un certo Pino dei Servizi Segreti e esponenti della malavita locale.
A Roma anche Benigno Zaccagnini della Democrazia Cristiana gli chiede di ritrovare Moro.
Contatta una persona soprannominata il Cinese, secondo lui della Banda della Magliana e gli rivela che Moro è nascosto in via Gradoli.
Per avere conferma della notizia si mette in contatto con lo 'ndranghetista Angelo Laurendi che lo porta da un certo Morabito altro 'ndranghetista che gli assicura che è molto probabile che sia vero.
Fonti parla anche di quando incontrò il democristiano Benito Cazora, pure lui alla ricerca di Moro e desideroso di avere notizie.
A questo punto si rifà vivo Pino tramite l'agente del Sismi e piduista Giuseppe Santovito che hanno conferme anch'essi di dove si trovi Moro e che presto lo libereranno.
Quando ritorna a San Luca però il suo boss gli dice che i politici non hanno più interesse nella ricerca di Aldo Moro.
Ammette che in quei giorni di aprile lui comunque avvertì la Questura di Roma su dove si trovasse il covo dei brigatisti.
Infine racconta di quando nel carcere di Opera incontrò uno di quei brigatisti che gli mostrò il presunto stipendio che gli paga lo stato come insegnante di Informatica.
La commissione parlamentare d'inchiesta del 2015 sul caso Moro nella sua prima relazione resa pubblica il 10 dicembre 2015 emerge sia la probabile connessione con un'arma dei mafiosi calabresi presente durante il sequestro sia i presunti contatti per trovare l'ubicazione di Moro salvo poi dopo la richiesta di non interessarsene più. In questo stesso periodo il boss camorrista Raffaele Cutolo confessa che durante la sua detenzione con un boss di spicco della 'ndrangheta gli sarebbero stati rivelati contatti tra i criminali calabresi e le Brigate Rosse. La commissione parlamentare in merito a ciò conferma che durante la detenzione Cutolo era in carcere con un boss di 'ndrangheta compatibile con quanto da lui raccontato.